# Blâmont
Blâmont è un comune francese di 1 065 abitanti situato nel dipartimento della Meurthe e Mosella nella regione del Grand Est.

## Storia

### Simboli
Lo stemma del comune si blasona:
Deriva dalle armi dei conti di Blâmont, ramo cadetto dei conti di Salm i quali portavano uno scudo di rosso con due salmoni d'argento. I due salmoni sono un'arma parlante dei conti di Salm e furono mantenuti dai conti di Blâmont.
Olry de Blâmont, ultimo maschio di questa famiglia, che fu vescovo di Toul dal 1495 al 1506, venne omaggiato da Luigi XI che gli concesse di portare in capo al suo stemma uno scudetto con un giglio di Francia come riconoscimento dei servigi resi alla Corona.
Il simbolo della città fu nel XVI e XVII secolo una semplice rosa, e compariva nel sigillo comunale. La troviamo nello stemma attuale al posto del giglio, combinata con i due salmoni dello stemma dei Blâmont, ma con gli smalti invertiti.

## Società

### Evoluzione demografica
Abitanti censiti